# Eiderprogrammet

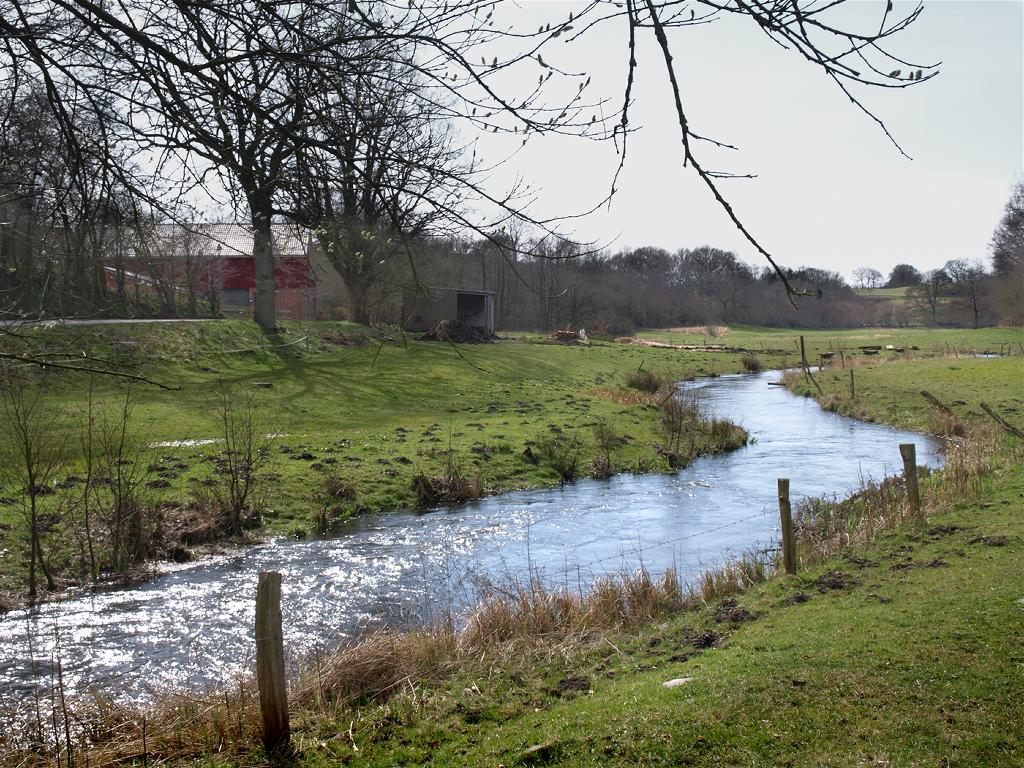
Floden Eider gav namn åt Eiderprogrammet.

Eiderprogrammet (även: Ejderprogrammet) var ett danskt utrikespolitiskt program 1848–1864. Det ersatte det tidigare så kallade helstatsprogrammet rörande Danmarks förhållande till hertigdömet Schleswig-Holstein (danska: Slesvig-Holsten). Avsikten var att införliva landet norr om floden Eider (danska: Ejderen), det vill säga Slesvig med Danmark och i gengäld ge upp Holstein och Sachsen-Lauenburg. Denna politik ledde till två krig med Preussen, Tyska förbundet, Österrike-Ungern med flera: Slesvig-holsteinska kriget 1848–1850 och dansk-tyska kriget 1864.